# رون كاربنتر (لاعب كرة قدم أمريكية)
رون كاربنتر (بالإنجليزية: Ron Carpenter)‏ هو لاعب كرة قدم أمريكية أمريكي، ولد في 24 يونيو 1948 في هاي بوينت في الولايات المتحدة.

## وصلات خارجية
- رون كاربنتر على موقع مرجع كرة القدم المحترفة.كوم (الإنجليزية)